# Ef (chirilic)

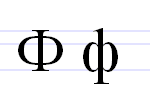
Litera chirilică Ef

Litera ф este o literă a Alfabetului chirilic, reprezentând sunetul /f/. Este derivată din litera Φ a alfabetului grecesc. În alfabetul chirilic român, Ф este pronunțat Fertă.